# لعبة معجبين
لعبة معجبين (Fan game) هي لعبة فيديو تم إنشاؤها بواسطة معجبين للالعاب او سلاسل العاب، يحاول العديد من مطوري العاب المعجبين نسخ تصميم اللعبة الأصلية وأسلوب اللعب والشخصيات، ولكن من الممكن أيضًا أن يقوم المعجبون بتطوير لعبة جديدة باستخدام قالب لعبة أخرى.على الرغم من تباين جودة ألعاب المعجبين، إلا أن التقدم التكنولوجي الحديث وتوفر الأدوات، مثل البرامج مفتوحة المصدر، جعلت عملية إنشاء ألعاب ذات جودة عالية أكثر سهولة. تُعتبر ألعاب المعجبين جزءًا من محتوى المستخدمين، وتندرج ضمن ظاهرة الألعاب الكلاسيكية، وتعبر عن ثقافة التجميع وإعادة إنتاج الألعاب. ألعاب المعجبين يتم تطويرها إما كألعاب مستقلة بمحركاتها الخاصة، أو كتعديلات على ألعاب موجودة تستخدم محركات هذه الألعاب . كل نهج له مزايا مختلفة، حيث تكون الألعاب المستقلة عادةً متاحة لجمهور أكبر ولكن قد تكون أكثر صعوبة وتستغرق وقتًا أطول في التطوير. أما بالنسبة للتعديلات على الألعاب الموجودة، فإنها تستفيد من محركات الألعاب الأصلية وتقوم بإجراء تغييرات وتعديلات عليها لتقديم تجربة جديدة. يمكن أن تكون هذه العملية أسهل وأكثر فعالية من حيث الوقت، حيث يتم الاستفادة من الأصول القائمة بالفعل في اللعبة الأصلية.

## انظر ايضا
- أنشطة المعجبين
- تطوير ألعاب الفيديو
- غيم ميكر
  - أر بي جي ميكر